# プリッツ

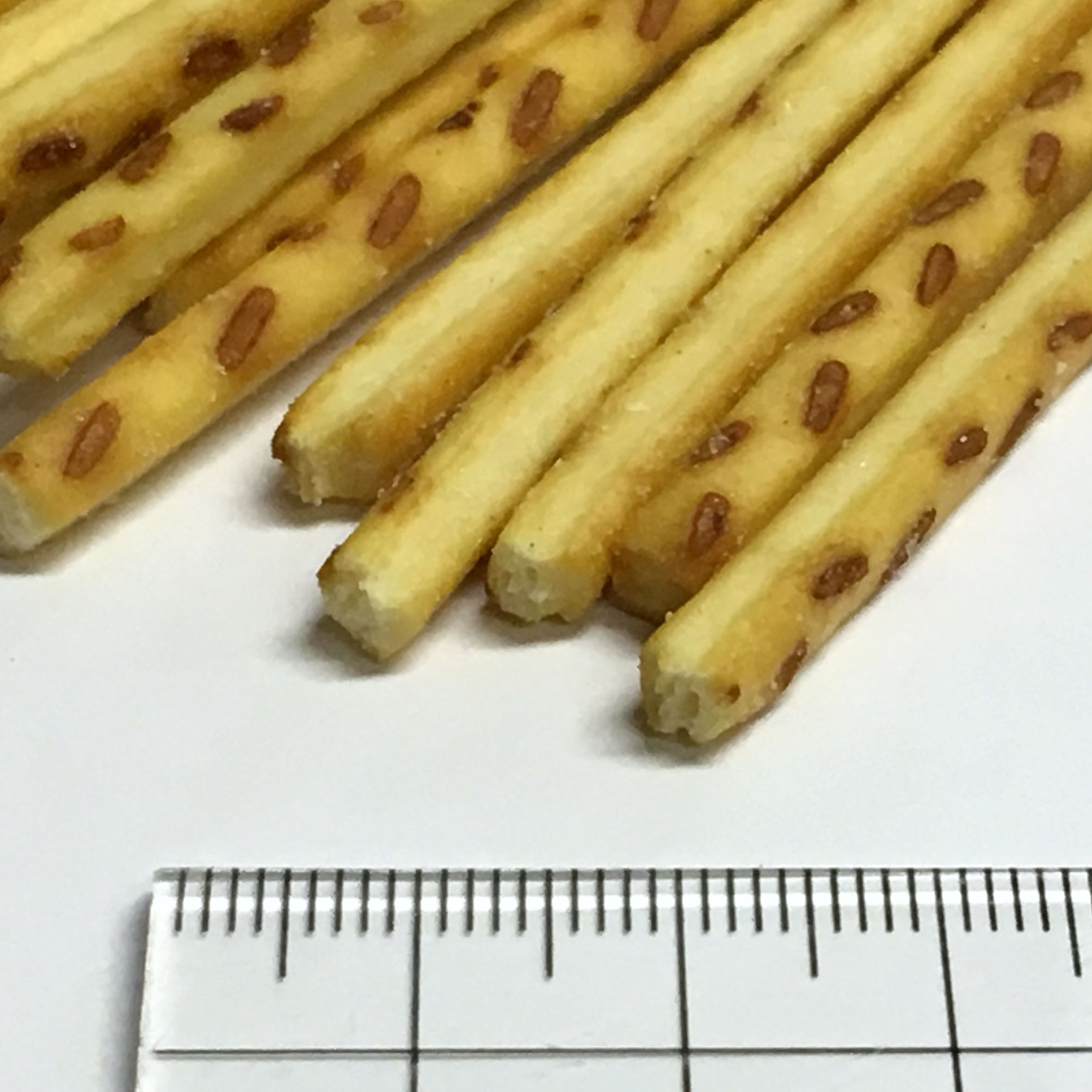
プリッツ

プリッツ（英: PRETZ）は、江崎グリコが1962年から発売しているスナック菓子のブランド。

## 概要
1962年広島県でおつまみ⽤「プリッツ＜ソーダスティック＞」（３０円）のテストセールを開始。1963年、グリコがキャラメル以外のスナック（軽食）菓子部門への本格参入を果たす商品として「バタープリッツ」（30円と50円の2種類）で発売スタート。1966年から発売を始めたポッキーと並ぶ同社の看板商品として成長した。ポッキーと同じく、現在では様々な味のバリエーションが登場している。プリッツはプレッツェルに由来する商品名であり、「プレッツェル菓子」に分類されるが、いわゆる一般的なプレッツェル形ではなくストレートなスティックタイプである。
1999年から「プリッツ&ポッキーの日」と銘打って合同キャンペーンを実施している。これは菓子の形状が数字の1に似ていることから、毎年11月11日をこの日に当てている。

## プリッツシリーズのバリエーション
※生産終了した商品も含む。

### 1パック入り
- サラダ
- フレッシュバター（後にバター）
- ロースト
- はちみつホットケーキ
- 焼きもろこし
- フランクフルト
- バーベキュー味
- テリヤキバーガー味
- 2層仕立てのプリッツ
  - チョコ&バニラ
  - アップル&カスタード
- カレー

### 2パック入り
- ロースト
- サラダ
- トマトプリッツ
- ビアプリッツ
- スーパーバター〜塩味×濃厚バター〜
- 明太子バター
- ハニーマスタード
- 季節限定旨塩レモン
- 堅焼プリッツ
  - 塩バター
  - 荒挽きペッパー
  - コーンベーコン
  - チェダーチーズ
- こんがり本舗
  - 黒こしょう
  - ごま
- 堅ポテプリッツ
  - じゃがバター
  - たらこバター
- 超カリカリプリッツ
  - バターしょうゆ
  - クリスピーチキン

### 4パック入り
- トマトプリッツ
- チーズ&ポテトプリッツ
- メープル&バタープリッツ

### 小さいサイズ（2パック入り）
- はちみつレモン
- プリン

### 徳用パック（9パック入り）
- サラダ
- トマトプリッツ

### 袋入り
- 素材派プリッツ
  - トマト
  - バジル
  - パンプキン
- ほそ〜い細切りプリッツ
  - トマト
  - ベーコン
  - 塩キャラメル

### 地方・季節限定商品

#### 日本
- ジャイアントプリッツ＜鮭＞ 北海道地区限定
- ちっちゃなプリッツ＜十勝あずき＞ 北海道地区限定
- ちっちゃなプリッツ＜ずんだ＞ 東北地区限定
- ジャイアントプリッツ＜江戸むらさき＞ 関東地区限定
- ジャイアントプリッツ＜干焼蝦仁＞ 関東地区限定
- ジャイアントプリッツ＜信州りんご＞ 信州地区限定
- ジャイアントプリッツ＜野沢菜＞ 信州地区限定
- ジャイアントプリッツ＜八丁味噌＞ 中部地方限定
- ジャイアントプリッツ＜うなぎの蒲焼き＞ 中部地方限定
- あんこで食べるプリッツ＜小倉トースト味＞ 東海地区限定
- ジャイアントプリッツ＜なにわ名物たこ焼き味＞ 関西地区限定
- ちっちゃなプリッツ＜なにわグリコネオン＞ 関西地区限定
- ソースで食べるプリッツ＜広島お好み焼き味＞ 中国地区限定
- ジャイアントプリッツ＜博多明太子＞ 九州地区限定
- ちっちゃなプリッツ＜沖縄黒糖＞ 沖縄地区限定
- マスタード&ソーセージ味 キリンの工場見学限定

#### 海外
アメリカ
- ジャイアントプリッツ＜ハワイアンパイナップル＞ ハワイ限定
- ジャイアントプリッツ＜グアム・サイパンココナッツ＞ グアムサイパン限定

カナダ
- ジャイアントプリッツ＜カナディアンメイプルシロップ＞ カナダ限定

中国
- PRETZ百力滋＜北京ダック味＞ 中国上海限定
- PRETZ百力滋＜四川料理味＞ 中国上海限定
- PRETZ百力滋＜広東フカヒレスープ味＞ 中国上海限定
- PRETZ百力滋＜上海蟹味＞ 中国上海限定
- PRETZ百力滋＜あわびスープ味＞ 中国香港限定
- PRETZ百力滋＜香港エビ味＞ 中国香港限定
- PRETZ百力滋＜和風カレー味＞ 中国小売市場
- PRETZ百力滋＜蜂蜜ザボン味＞ 中国小売市場
- PRETZ百力滋＜ベーコン野菜味＞ 中国小売市場
- PRETZ百力滋＜キノコ味＞ 中国小売市場
- PRETZ百力滋ダブルシリーズ：＜チョコ味＞＜ブルーベリー味＞＜コーヒー味＞＜抹茶味＞ 中国小売市場

タイ
- プリッツ＜ハムチーズ味＞ タイ限定
- プリッツ＜ラーブ味＞ タイ限定
- プリッツ＜コーン味＞ タイ限定
- プリッツ＜ピザ味＞ タイ限定
- プリッツ＜フライ＞ タイ限定
- プリッツ＜トムヤムクン味＞ タイ限定
- プリッツ＜サワークリーム&オニオン味＞ タイ限定

### 自販機限定商品
- カレー（JOYMORE）

## CM出演者

### 現在
- オードリー（若林正恭・春日俊彰）

### 歴代
- 赤い鳥
- 榊原郁恵（サラダ、バター、バーベキュー、セサミック）
- 能瀬慶子（セサミック）
- 山口百恵
- 三浦友和
- 少女隊（サラダ、ロースト）
- 菊池桃子（サラダ、ロースト）自身主演映画『テラ戦士ΨBOY』とのタイアップ
- ポピンズ（サラダ、ロースト、ビア、ピザプリッツ）
- 坂上香織（サラダ、フレッシュバター）
- ちはる（トマトプリッツ）
- 和久井映見（トマトプリッツ）
- 船田幸（トマトプリッツ）
- 東京パフォーマンスドール（サラダ、ロースト、フレッシュバター）
- 深津絵里（トマトプリッツ）
- 水野真紀（トマトプリッツ）
- 小沢真珠（トマトプリッツ）
- 篠原涼子（サラダ、ロースト、フレッシュバター、トマトプリッツ、ごまプリッツ）
- 片瀬那奈（トマトプリッツ、焼きもろこし、うま塩ナッツ）
- FLIP-FLAP（サラダ、トマトプリッツ、ガーリック、オールドファッション、チェダーチーズ、焼ショコラ）
- 稲垣吾郎
- 松浦亜弥
- 国分太一
- 川島海荷
- 綾瀬はるか（素材派プリッツ）
- 上地雄輔（素材派プリッツ）
- シシド・カフカ
- 山下智久
- 温水洋一
- 小栗旬
- DAIGO
- 菜々緒
- 一色紗英
- 高畑充希

他

## コラボレーション商品
- お菓子なパズル グリコプリッツ - ハナヤマから発売。パッケージを模したパズル。
- プリッツ＜梨汁ブシャー味＞ - ふなっしーとのコラボ商品。2014年1月21日より数量限定販売[1]。